# 한마음초등학교 (제주)
한마음초등학교는 대한민국 제주특별자치도 서귀포시 표선면 한마음초등로 408에 있는 공립 초등학교이다.

## 학교 연혁
한마음초등학교는 이농현상으로 인하여 학생수가 급감한 서귀포시 표선면 지역의 가시교, 화산교, 하천교를 통합하여 2001년 3월 26일 농어촌 현대화 시범학교로 개교한 학교이다. 2007년 학교평가 최우수학교로 선정되어 교육인적부장관 표창을 수상하였고 2008년에는 공교육강화 4대 프로젝트 추진평가 우수학교로 선정되었다. 2010년 영어교육 리더학교 100대 우수교로 선정되고 2009년부터 제주형 자율학교로 지정되었다.
- 2001년 3월 2일 개교 (농어촌 현대화 시범학교)
- 2001년 3월 26일 7학급 편성
- 2002년 2월 19일 제1회 졸업 (26명)
- 2003년 3월 1일 7학급 편성
- 2004년 3월 1일 제주도교육청지정 교실수업개선 시범학교
- 2006년 2월 28일 사이버 학습체제 구축 활용을 통한 사회과 탐구능력 신장
- 2007년 3월 1일 6학급 편성
- 2007년 12월 24일 2007학년도 학교평가 1위(교육인적자원부 장관 표창)
- 2008년 2월 14일 교육역사관 개관(가시, 하천, 화산, 한마음교)
- 2008년 12월 20일 제주특별자치도교육청 4대 역점시행 평가 우수학교
- 2009년 3월 1일 7학급편성, 제2기 제주형자율학교 지정 운영
- 2010년 3월 1일 6학급 편성
- 2010년 12월 28일 전국 100대 영어교육리더학교 선정(교육과학기술부)
- 2011년 1월 18일 모다들엉 학력우수학교 선정(제주특별자치도교육청)
- 2011년 3월 1일 제3기 제주형자율학교 재지정(2년간)
- 2011년 4월 8일 교훈개정(한마음)
- 2013년 3월 1일 제주형자율학교 기간연장 지정(2년간)
- 2013년 3월 3일 교문 조성
- 2014년 10월 21일 제 15회 아름다운학교 최우수상 수상
- 2015년 2월 27일 어깨동무학교운영 최우수상 수상(교육부장관상 표창)
- 2016년 9월 1일 운동장 계단식화단, 차광막, 방풍림 조성 및 아뜨리움 지붕교체
- 2017년 2월 10일 제16회 졸업(18명) 총421명
- 2017년 3월 1일 이창화 교장 부임
- 2018년 1월 26일 제17회 졸업(16명) 총437명
- 2019년 1월 25일 제18회 졸업(22명) 총 459명